# Enoplolaimus conicaudatus
Enoplolaimus conicaudatus är en rundmaskart. Enoplolaimus conicaudatus ingår i släktet Enoplolaimus, och familjen Enoplidae. Arten är reproducerande i Sverige.